# 祁志鴻
祁志鴻（英語：Keith Kei Chi-hung，1988年—)，現任醫務衞生局局長政治助理，曾任職於立法會議員辦事處，出任議員辦事處主任。

## 簡歷
祁志鴻曾任職於立法會議員辦事處，2022年起出任議員辦事處主任，他持有香港中文大學社會科學學士學位，主修社會學。
。